# Hormuzd Rassam
Pour les articles homonymes, voir Rassam.
Hormuzd Rassam (né en 1826 à Mossoul, et mort le 16 septembre 1910, à Brighton) est un voyageur et assyriologue assyrien qui fit de nombreuses découvertes d'importance, en particulier les tablettes de pierre de l'Épopée de Gilgamesh, le texte littéraire le plus ancien du monde à ce jour.

## Biographie
D'origine assyrienne, Rassam est né à Mossoul, alors dans l'Empire ottoman, dans une famille de catholiques chaldéens. Son père, Anton Rassam, était archidiacre de l'église assyrienne d'Orient à Mossoul, et sa mère, Theresa, était fille d'Ishaak Halabee, originaire d'Alep. Son frère, Christian Rassam, était vice-consul britannique à Mossoul. Vers l'âge de 20 ans, il est employé par Austen Henry Layard, qui est à Mossoul pour sa première expédition (1845-1847), est impressionné par l'assiduité de Rassam et le prend sous son aile ; ils resteront d'ailleurs amis toute leur vie. Layard offre à Rassam l'occasion d'aller au Royaume-Uni pour étudier à Oxford (à Magdalen College), où il reste dix-huit mois avant d'accompagner Layard à sa deuxième expédition en Mésopotamie (actuel Irak) (1849–1851).
Layard commence ensuite une carrière politique, et les travaux sur le terrain sont poursuivis par Rassam (1852–1854) à Nimroud et Ninive, où il fait un certain nombre de découvertes importantes, y compris des tablettes d'argile qui seront par la suite déchiffrées par George Smith, l'Épopée de Gilgamesh, le plus vieil exemple connu de la littérature écrite. Rassam revient ensuite au Royaume-Uni et, avec l'aide de son ami Layard, commence une carrière au gouvernement, soit en poste au consulat britannique à Aden. En 1864, une crise internationale éclate en Abyssinie quand des missionnaires britanniques sont pris en otage par le négus Théodoros II d'Éthiopie.
Le Royaume-Uni décide d'envoyer Rassam en tant qu'ambassadeur avec un message de la reine Victoria dans l'espoir de résoudre la situation paisiblement. Cependant, il est lui aussi fait prisonnier et détenu pendant quelques années jusqu'à ce que les troupes britanniques et indiennes de Robert Napier de l'expédition de 1868 en Abyssinie résolvent la situation en battant Téwodros II et son armée. La réputation de Rassam est alors atteinte, il est injustement dépeint comme ayant été faible et inefficace face au Négus, reproches en grande partie dus aux préjugés victoriens systématiques contre les « Orientaux ».
Sa carrière politique en ruines, Rassam reprend alors son travail archéologique. Il est envoyé par le British Museum en Assyrie, où il dirige des fouilles importantes, particulièrement à Ninive. Pendant la Guerre russo-turque de 1877-1878, il entreprend une mission d'enquête pour rendre compte de l'état des communautés chrétiennes de l'Asie mineure et de l'Arménie.
Après 1882, Rassam vécut principalement à Brighton, écrivant sur l'exploration assyro-babylonienne, sur les communautés chrétiennes du Proche-Orient, et sur les polémiques religieuses. Il devint membre de la Société Géographique Royale, de la société d'archéologie biblique et du Victoria Institute.
Une de ses plus grandes découvertes est constituée par les tablettes d'argile de l'Épopée de Gilgamesh, texte littéraire le plus ancien du monde. En outre, il a trouvé le cylindre de Cyrus qui est considéré comme représentant la première « déclaration des droits de l'homme », produite sous le règne de Cyrus II le Grand en 539 av. J.-C. et se rapportant à la prise de Babylone par l'Empire perse. Les découvertes importantes de Rassam lui ont valu une renommée mondiale, et l'Académie des sciences de Turin lui attribue le prix Brazza et une somme de 12 000 frs[Lesquels ?] pendant les années 1879-1882.
Rassam épouse une Britannique, Anne Eliza Price, et devient père de sept enfants. Sa fille aînée, Theresa Rassam, devient chanteuse professionnelle d'opérette avec la compagnie de Richard D'Oyly Carte.
Il eut également une fille, Annie Ferida Rassam, née en 1878. Elle accoucha secrètement à sept mois de grossesse, le 10 septembre 1914, d'une petite fille prénommée Jeanne Ferida Rassam à la clinique Vercingétorix, 219 rue Vercingétorix, dans le 14e arrondissement de Paris. Le père présumé de Jeanne Ferida Rassam était Sir John Arnold Wallinger, délégué des services secrets. Jeanne Ferida Rassam fut adoptée par un couple de Français, Monsieur et Madame André Courthial. Annie Ferida Rassam, quant à elle, rentra à Brighton quelques mois plus tard.

## Publications
- The British Mission to Theodore, King of Abyssinia (1869), (La Mission britannique auprès de Théodore, roi d'Abyssinie (1869))
- Asshur and the Land of Nimrod (1897), (Asshur et la terre de Nimrod (1897)).